# Bohemia Interactive
Bohemia Interactive – czeskie studio zajmujące się produkcją gier komputerowych. Zostało założone w 1999 przez Marka Španěla, Slavomíra Pavlíčka oraz Ondřeja Španěla. Odpowiedzialne jest za stworzenie gry Operation Flashpoint: Cold War Crisis oraz serię Arma.

## Wydane gry
- Operation Flashpoint: Cold War Crisis – 2001
- Operation Flashpoint: Gold Upgrade – 2001
- Operation Flashpoint: Resistance – 2002
- Operation Flashpoint: Platynowa Edycja – 2004
- Operation Flashpoint: Elite – 2005
- Arma: Armed Assault – 2006
- Arma: Queen’s Gambit – 2007
- Arma 2 – 2009
- Arma 2: Operation Arrowhead – 2010
- Arma 2: British Armed Forces – 2010
- Arma 2: Private Military Company – 2010
- Arma 2: Reinforcements – 2011
- Take On Helicopters – 2011
- Carrier Command: Gaea Mission – 2012
- Arma 3 – 2013
- Take on Mars – 2017
- DayZ – 2019

Źródło: Gry-Online